# Élections législatives françaises de 1863
Les élections législatives ont eu lieu les 31 mai et 14 juin 1863. Il s'agit d'élire la troisième législature du Second Empire. Elles interviennent dans un contexte marqué par des difficultés économiques liées aux mauvaises récoltes, aux effets désastreux sur l'industrie textile, en raison de la pénurie de coton, du blocus des côtes sudistes par les troupes de Lincoln, provoquant faillites et montée du chômage.
Les élections se déroulent au suffrage universel masculin. Il y eut 7 292 094 votants. Comme pour les autres élections précédentes depuis 1852, des candidats officiels sont présentés par le gouvernement avec l'appui de l'administration locale.

## Contexte
Jusqu'aux années 1860, Napoléon III s'appuie essentiellement sur la bourgeoisie d'affaires et le clergé catholique pour gouverner. Il n'y a pas de parti bonapartiste pour le soutenir mais seulement des ralliements plus ou moins sincères ou opportunistes. Il y a ceux qui se réclament d'un « bonapartisme de gauche » populaire et anticlérical et ceux qui se réclament d'un « bonapartisme de droite » conservateur et clérical. Il est alors difficile à Napoléon III de constituer une véritable adhésion à une synthèse politique ce qui l'oblige à rechercher le ralliement de « clients » qui attendent de lui l’application d’une partie précise de son programme et qui peuvent très vite se détourner de lui s’ils sont mécontents.
La libéralisation entreprise au début des années 1860, accompagnée de l'amnistie générale décrétée au retour de la campagne d'Italie, ont réveillé l'opposition, qu'elle soit républicaine ou monarchiste. La droite cléricale n'a ainsi pas du tout apprécié la politique italienne menée par l'Empereur. Si les républicains et les libéraux ont à l'inverse approuvé cette politique ainsi que sa politique commerciale (notamment le traité de commerce avec le Royaume-Uni ratifiant la politique menée par Richard Cobden et Michel Chevalier), celles-ci lui ont aliéné la sympathie des catholiques et des industriels. Cette opposition critique est notamment incarnée par l'Univers, le papier-journal de Louis Veuillot. Elle persiste même après l'expédition en Syrie de 1860 en faveur des catholiques maronites, qui étaient persécutés par les Druzes. Napoléon III est alors obligé de rechercher de nouveaux appuis dans le pays.

### Réforme constitutionnelle de 1862
Le décret du 24 novembre 1860 complété par les senatus-consultes des 2 et 3 février et du 31 décembre 1861 réforment la constitution de 1852. Il s'agit pour Napoléon III de donner aux grands corps de l'État une participation plus directe à la politique générale du gouvernement. Le fonctionnement de l'État tend ainsi à se rapprocher de celui d'une Monarchie constitutionnelle. Le Second Empire est alors à son apogée. À la suite des réformes constitutionnelles, la majorité parlementaire montre aussitôt des signes d'indépendance.

## Élections du 31 mai 1863
Les élections du 31 mai 1863 interviennent dans un contexte marqué par des difficultés économiques liées aux mauvaises récoltes, aux effets désastreux sur l'industrie textile, en raison de la pénurie de coton, du blocus des côtes sudistes par les troupes de Lincoln, provoquant faillites et montée du chômage. Le camp bonapartiste est lui-même divisé et en proie à de vives dissensions. Si Persigny compte sur les candidatures officielles pour l'emporter dans les bourgs et villages, il ne dispose pas de marges de manœuvres dans les villes. Sa tentative de se concilier des journaux d'oppositions ou bonapartistes de gauche échoue à cause notamment d'Achille Fould qui inspire une campagne de presse contre la politique impériale au Mexique. Finalement, à Paris, les directeurs de journaux et républicains s'entendent sur une liste unique où figurent Émile Ollivier, Jules Simon et l'orléaniste Adolphe Thiers,.
Plus de 300 membres de l'opposition font actes de candidatures, les plus nombreux étant les républicains alors même que depuis 1858, le serment de fidélité à la Constitution est exigé de tous les candidats et non plus seulement de ceux qui sont élus. À Paris, l’ouvrier ciseleur Henri Tolain soutient des candidatures ouvrières aux élections avant de rédiger un manifeste pour soutenir d'autres candidatures de ce type lors des élections complémentaires de février 1864
Finalement, avec 5 186 340 suffrages, les candidats gouvernementaux perdent des suffrages tandis que l'opposition obtient 1 900 000 votes et 32 sièges (17 républicains et 15 indépendants dont Thiers) alors que le taux d'abstention recule fortement (27 %). Si les campagnes et les villes inférieures à 40 000 habitants ont soutenu les candidats officiels, les suffrages des grandes villes sont allés majoritairement à l'opposition. Néanmoins, de grandes personnalités de l'opposition, tels Charles de Rémusat ou le Comte de Montalembert, subissent un échec dans leur tentative de retrouver les bancs de l'Assemblée. Les cléricaux comme le comte de Flavigny, qui ont perdu le soutien du régime, sont mis en déroute.

## Résultats
|                           |                           |                           |            |       |        |               |
| Parti                     | Parti                     | Parti                     | Voix       | %     | Sièges | +/-           |
|                           | Bonapartistes             | Bonapartistes             | 5 186 340  | 88,69 | 251    | 25            |
|                           |                           | Légitimistes              | 1 900 000  | 11,31 | 15     | —             |
|                           | Républicains              | 17                        | 1 900 000  | 11,31 | —      |               |
| Total Opposition          | Total Opposition          | 32                        | 1 900 000  | 11,31 | 25     |               |
|                           |                           |                           |            |       |        |               |
| Suffrages exprimés        | Suffrages exprimés        | Suffrages exprimés        | 7 086 340  | 97,18 |        |               |
| Votes blancs et invalides | Votes blancs et invalides | Votes blancs et invalides | 205 754    | 2,82  |        |               |
| Total                     | Total                     | Total                     | 7 292 094  | 100   | 283    | en stagnation |
| Abstentions               | Abstentions               | Abstentions               | 2 711 561  | 27,11 |        |               |
| Inscrits / participation  | Inscrits / participation  | Inscrits / participation  | 10 003 655 | 72,89 |        |               |

## Conséquences
Les élections sont suivies d'un important remaniement ministériel. À ceux tels Walewski et Persigny, soutenus par l'impératrice, qui souhaitent revenir à l'Empire autoritaire s'opposent les réformistes menés par le duc de Morny vers lesquels penche Napoléon III. Lors du remaniement, Eugène Rouher devient l'homme fort du gouvernement, une sorte de « vice-empereur ». Persigny est démis du ministère de l'intérieur, remplacé par Paul Boudet, un avocat anticlérical, protestant et franc-maçon tandis qu'un industriel saint-simonien, Armand Béhic, devient ministre de l'agriculture et que Victor Duruy, un historien libéral reprend le ministère de l'instruction publique. Au Corps législatif, les républicains ralliés à l'Empire forment avec les bonapartistes libéraux, le tiers parti.
Au fil des années 1860, le second Empire va prendre une tournure libérale. Il desserre progressivement la censure, libéralise le droit de réunion et les débats parlementaires. Sous l'influence notamment du duc de Morny, il se dirige lentement vers une pratique plus parlementaire du régime.